# One of Those Days (Whitney Houston)
One of Those Days è un singolo del 2002 della cantante statunitense Whitney Houston, ed estratto come secondo singolo dall'album Just Whitney. Il brano figura una interpolazione della canzone del 1983 degli Isley Brothers "Between the Sheets".
Un remix del brano vede la partecipazione del rapper Nelly.

## Tracce
1. One of Those Days (Radio Edit) 3:56
2. One of Those Days (Extended Mix) 5:42
3. Love That Man (PoudBoys R'n'B Remix) 3:47
4. One of Those Days (Video)